# Sportországi Cápák
A Sportországi Cápák egy magyarországi jégkorongcsapat Budapesten, ami a másodosztályú Andersen Ligában szerepel. A klub a hazai mérkőzéseit a Mátyásföldi Jégcsarnokban játssza.

## Története
A csarnok 2021-es felavatása után költözött a klub a Mátyásföldi Jégcsarnokba. A klub 2022-től szerepel a másodosztályú Andersen Ligában.

## Szezonok
| Alapszakasz | Alapszakasz | Alapszakasz | Alapszakasz | Alapszakasz | Alapszakasz | Alapszakasz | Alapszakasz | Alapszakasz | Rájátszás                   | Rájátszás                   | Rájátszás                   | Rájátszás                   |
| Szezon      | LM          | GY          | GY.H.       | V. H.       | V           | G           | P           | Helyezés    | Negyeddöntő                 | Elődöntő                    | Döntő                       | Eredmény                    |
| ----------- | ----------- | ----------- | ----------- | ----------- | ----------- | ----------- | ----------- | ----------- | --------------------------- | --------------------------- | --------------------------- | --------------------------- |
| 2022–23     | 16          | 0           | 0           | 2           | 14          | 54-138      | 2           | 9.          | Nem jutott be a rájátszásba | Nem jutott be a rájátszásba | Nem jutott be a rájátszásba | Nem jutott be a rájátszásba |
| 2023–24     | 20          | 2           | 0           | 0           | 18          | 51-170      | 6           | 11.         | Nem jutott be a rájátszásba | Nem jutott be a rájátszásba | Nem jutott be a rájátszásba | Nem jutott be a rájátszásba |
| 2024–25     | 18          | 2           | 0           | 2           | 14          | 54:144      | 8           | 9.          | Nem jutott be a rájátszásba | Nem jutott be a rájátszásba | Nem jutott be a rájátszásba | Nem jutott be a rájátszásba |